# SIIAU
El SIIAU es el acrónimo de "Sistema Integral de Información Administrativa Universitaria". Es el sistema de gestión académica utilizado por la Universidad de Guadalajara (UDG) en México para administrar y gestionar diversos aspectos relacionados con la vida académica de los estudiantes y el personal de la universidad.
El SIIAU proporciona una plataforma centralizada donde los estudiantes pueden realizar trámites académicos como la inscripción a cursos, la consulta de horarios, la revisión de calificaciones, el registro de pagos, entre otros. También es utilizado por profesores y personal administrativo para llevar un registro de la información académica y administrativa relevante.
El sistema es una herramienta importante para facilitar la comunicación y mejorar la eficiencia en la gestión de la información dentro de la Universidad de Guadalajara. Permite tener acceso rápido a datos relevantes y agilizar diversos procesos administrativos, optimizando así la experiencia de los estudiantes y la labor de los profesores y personal de la institución.

## Como funciona
El funcionamiento del Sistema Integral de Información Administrativa Universitaria (SIIAU) puede variar dependiendo de la universidad o institución que lo implemente. Sin embargo, en términos generales, estos sistemas suelen operar de manera similar. A continuación, te brindaré una descripción general de cómo podría funcionar un SIIAU típico:
- Acceso y Autenticación: El SIIAU es una plataforma en línea a la que estudiantes, profesores y personal administrativo pueden acceder a través de sus credenciales de usuario (nombre de usuario y contraseña) para garantizar la seguridad y privacidad de la información.

- Módulos y Funcionalidades: El SIIAU se compone de diferentes módulos, cada uno diseñado para gestionar una función específica. Algunos de los módulos más comunes pueden incluir:

- Inscripción y Matrícula: Permite a los estudiantes inscribirse en cursos y gestionar su matrícula para el próximo período académico.

- Calificaciones y Evaluaciones: Proporciona a los profesores la capacidad de ingresar y actualizar calificaciones, así como a los estudiantes para ver sus resultados.

- Horarios: Muestra los horarios de clases de los estudiantes y profesores para que puedan planificar sus actividades académicas.

- Control de Asistencia: Permite llevar un registro de la asistencia de los estudiantes a las clases.

- Pagos y Finanzas: Facilita el pago de matrícula, cuotas y otros servicios financieros relacionados con la universidad.

- Expediente Académico: Brinda a los estudiantes acceso a su historial académico, incluyendo calificaciones, cursos realizados, etc.

- Información Personal: Permite a los usuarios actualizar y gestionar su información personal, como dirección, teléfono de contacto, etc.

- Interacción y Notificaciones: El SIIAU facilita la comunicación entre estudiantes, profesores y el personal administrativo mediante la opción de enviar mensajes y notificaciones relevantes sobre eventos, fechas límite o cambios importantes.

- Automatización de Procesos: El sistema automatiza muchos procesos que anteriormente se realizaban manualmente. Por ejemplo, en lugar de hacer filas para inscribirse en cursos, los estudiantes pueden hacerlo en línea; o los profesores pueden cargar calificaciones y generar informes automáticamente.

- Seguridad y Privacidad: Dado que los SIIAU contienen información sensible, se deben implementar medidas de seguridad adecuadas para proteger los datos y garantizar la privacidad de los usuarios.